# Siège de Namur (1695)
Pour les articles homonymes, voir Siège de Namur.
Guerre de la Ligue d'Augsbourg
Batailles
- Philippsbourg (1688)
- Sac du Palatinat (1689)
- Baie de Bantry (1689)
- Mayence (1689)
- Walcourt (1689)
- Fleurus (1690)
- Cap Béveziers (1690)
- La Boyne (1690)
- Limerick (1690)
- Staffarda (1690)
- Québec (1690)
- Coni (1691)
- Mons (1691)
- Leuze (1691)
- Aughrim (1691)
- La Hougue (1692)
- Namur (1692)
- Steinkerque (1692)
- Lagos (1693)
- Neerwinden (1693)
- La Marsaille (1693)
- Charleroi (1693)
- Saint-Malo (1693)
- Rivière Ter (1694)
- Camaret (1694)
- Texel (1694)
- Dieppe (1694)
- Bruxelles (1695)
- Namur (1695)
- Dogger Bank (1696)
- Carthagène (1697)
- Barcelone (1697)
- Baie d'Hudson (1697)

Le siège de Namur de 1695 est le second siège de la ville durant la guerre de la Ligue d'Augsbourg. 

## Historique
Namur et sa citadelle, puissant ensemble fortifié au confluent de la Meuse et de la Sambre, amélioré par Menno van Coehoorn, ingénieur militaire des Provinces-Unies, passait pour la place forte la plus importante des Pays-Bas méridionaux. Elle avait été prise par les Français le 30 juin 1692, sous le commandement du maréchal de Boufflers, du maréchal de Luxembourg et de l'ingénieur en chef Vauban en présence du roi Louis XIV. Son système défensif avait été encore perfectionné par Vauban. Cela n'empêche pas l'armée alliée de la Ligue d'Augsbourg, sous le commandement de Guillaume d'Orange, de Maximilien-Emmanuel de Bavière, gouverneur des Pays-Bas espagnols, et du prince de Vaudémont d'assiéger à son tour la ville à partir du 2 juillet 1695. 
Les forces françaises sont confrontées aux troupes espagnoles et brandebourgeoises de Tilly et Heyden, en observation aux environs de Liège et Huy, et à celles de Vaudémont : Guillaume d'Orange prend personnellement le commandement de l'armée et fait une forte diversion vers Knokke, menaçant Ypres et Dunkerque. Il s'avance vers Beselare, maintenant Zonnebeke : les habitants, qui supportaient difficilement l'occupation française depuis le traité de Nimègue, lui fournissent du ravitaillement et des renseignements. Pendant ce temps, les forces de l'électeur de Bavière, couvertes par le corps de cavalerie du comte d'Athlone, poursuivent le siège de Namur. Les forces assiégeantes sont commandées par trois professionnels de la guerre de siège : l'ingénieur en chef Coehoorn, l'artilleur Julius Ernst von Tettau (de) et l'ingénieur Louis du Puy. Elles reçoivent le renfort de plusieurs régiments d'élite anglais et hollandais dont les Dutch Blue Guards (en). Le matériel de pont est rassemblé à Huy sur la Meuse, l'artillerie lourde transportée par voie fluviale et des hôpitaux de campagne aménagés à Huy, Liège, Visé et Maastricht. Le prince-évêque de Liège, Joseph-Clément de Bavière, fait préparer des milliers de fascines pour l'usage des assiégeants. Le 11 juillet, l'artillerie de siège compte 120 canons et 80 mortiers. 

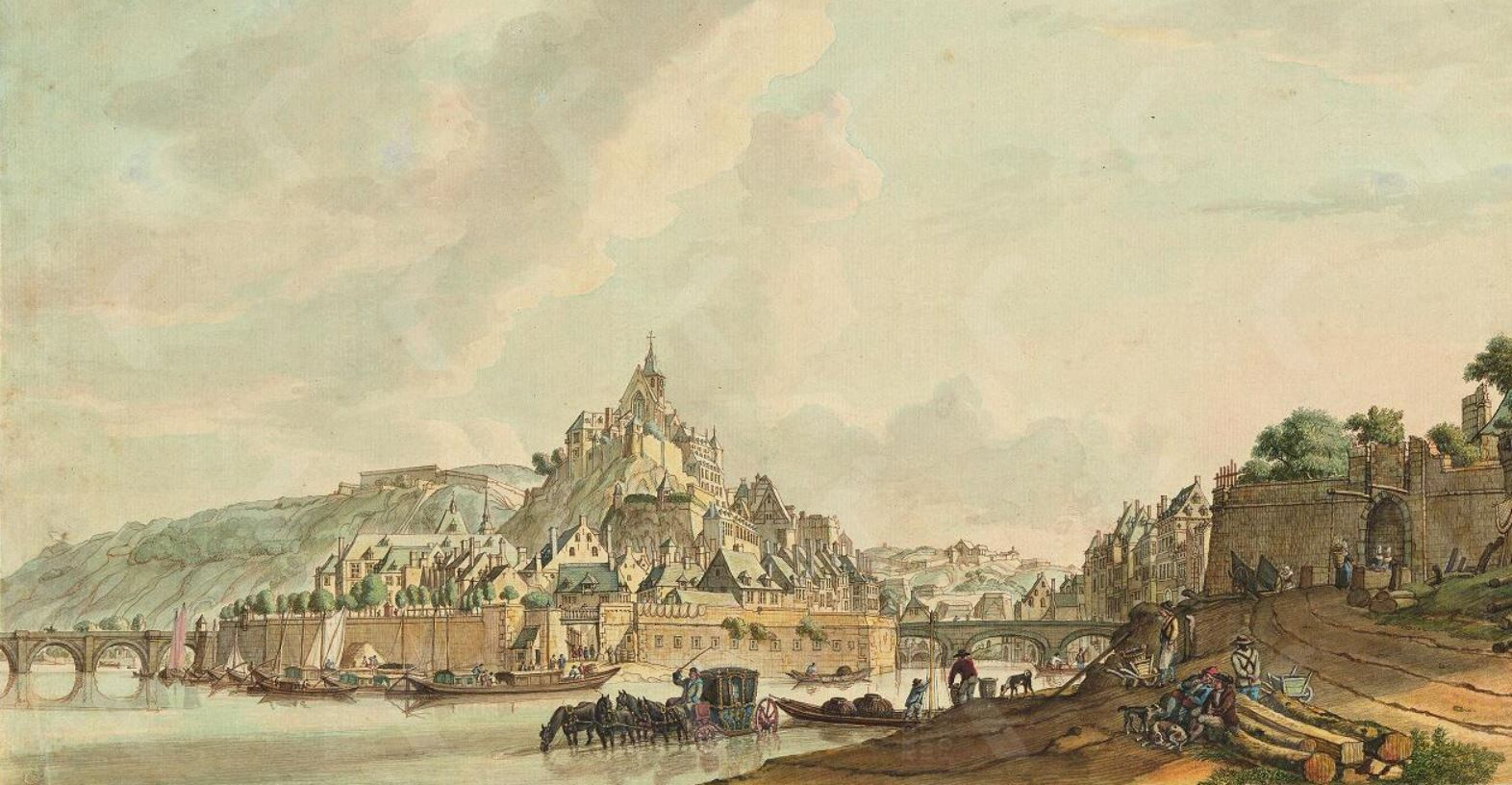
Ville et château de Namur, dessin de Jan de Beijer, 1740.

Selon l'historien britannique John Childs (en), la réaction trop tardive de Villeroy pendant le siège s'explique par sa confiance excessive dans la valeur défensive de la forteresse et de son commandant : « un maréchal de France ne se rend pas ». Une armée française sur le Rhin, commandée par Choiseul et Tallard, reste à peu près inactive et ne se met en mouvement qu'après la chute de Namur.
Le 3 août le maréchal de Boufflers qui commande la place offre la capitulation de la ville en échange d'une trêve de six jours pour soigner ses blessés et se retrancher dans la citadelle, ce qui lui est accordé. La trêve est garantie par la signature d'un traité et, selon l'usage par un échange d'otages, officiers de haut rang. Le délai expiré, les otages sont rendus et le siège de la citadelle reprend.
Le maréchal de Villeroy et le duc du Maine arrivent avec une armée de 120 000 hommes pour soulager les assiégés. Le prince de Vaudémont, à la tête d'une armée de campagne de 100 000 hommes, leur coupe le chemin de Namur. Le duc du Maine souhaite éviter une bataille frontale entre les deux armées. Or, plus le siège continue, plus Namur est susceptible de tomber. 
Villeroi tente de faire sortir Vaudémont de sa position en attaquant des villes tenues par les alliés comme Knokke et Beselare, maintenant Zonnebeke. Cette stratégie échoue, malgré la capture de Dixmude et Deinze fin juillet avec 6 000 à 7 000 prisonniers. 
Une nouvelle tentative de détourner les alliés par le bombardement de Bruxelles des 13, 14 et 15 août est un autre échec. Enfin Villeroi et le duc du Maine se décident à engager Vaudémont, et l'armée française attaque les positions alliées le 27 août; mais cette offensive est incapable de briser l'encerclement.
Après avoir résisté un mois supplémentaire, Boufflers se rend aux assiégeants le 5 septembre après deux mois de combat et avoir perdu 8 000 de ses 13 000 hommes. Cette victoire coûte plus de 12 000 hommes aux armées alliées.

## Suites

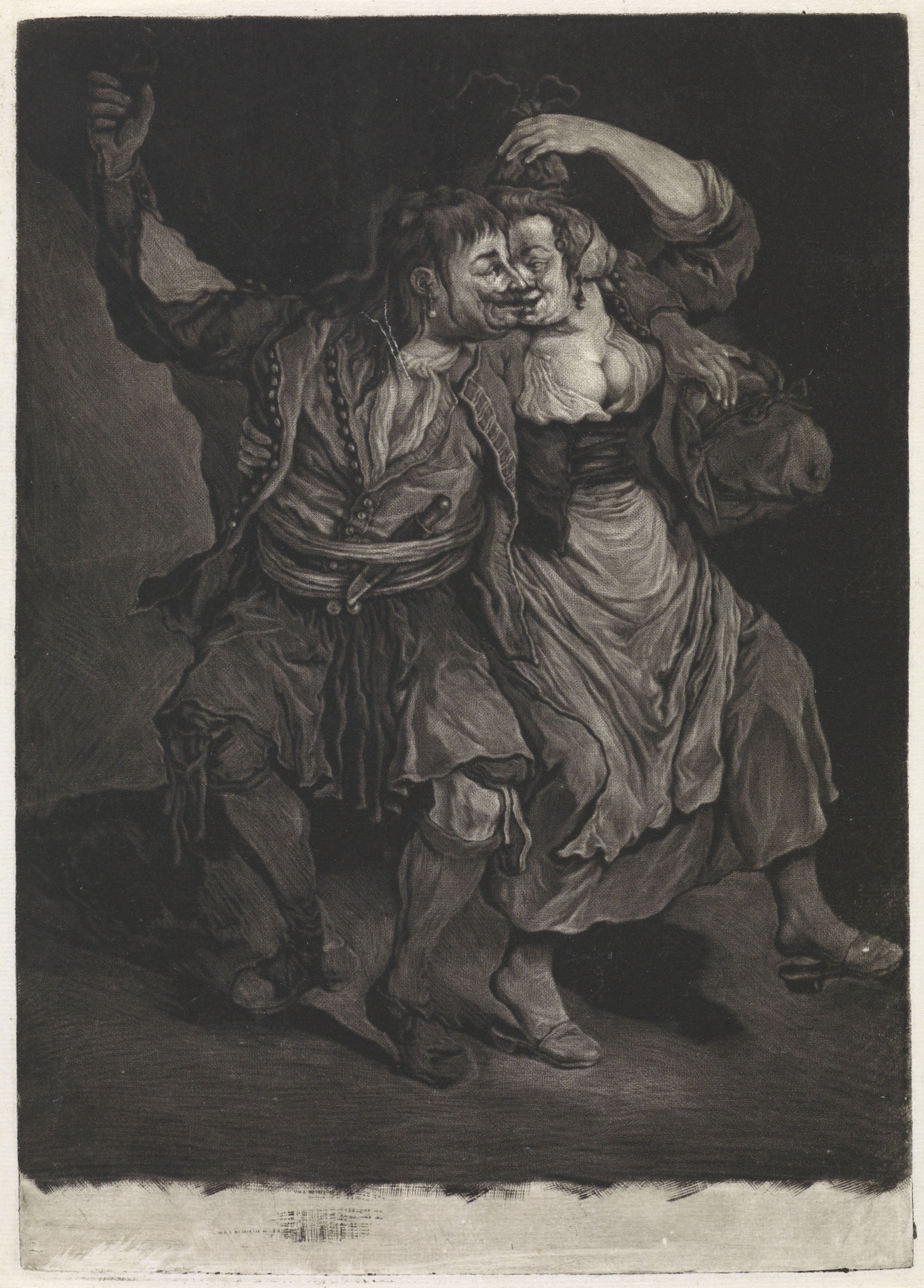
Un matelot et une femme de Hollande dansant pour fêter la prise de Namur, gravure de Cornelis Dusart, 1695.

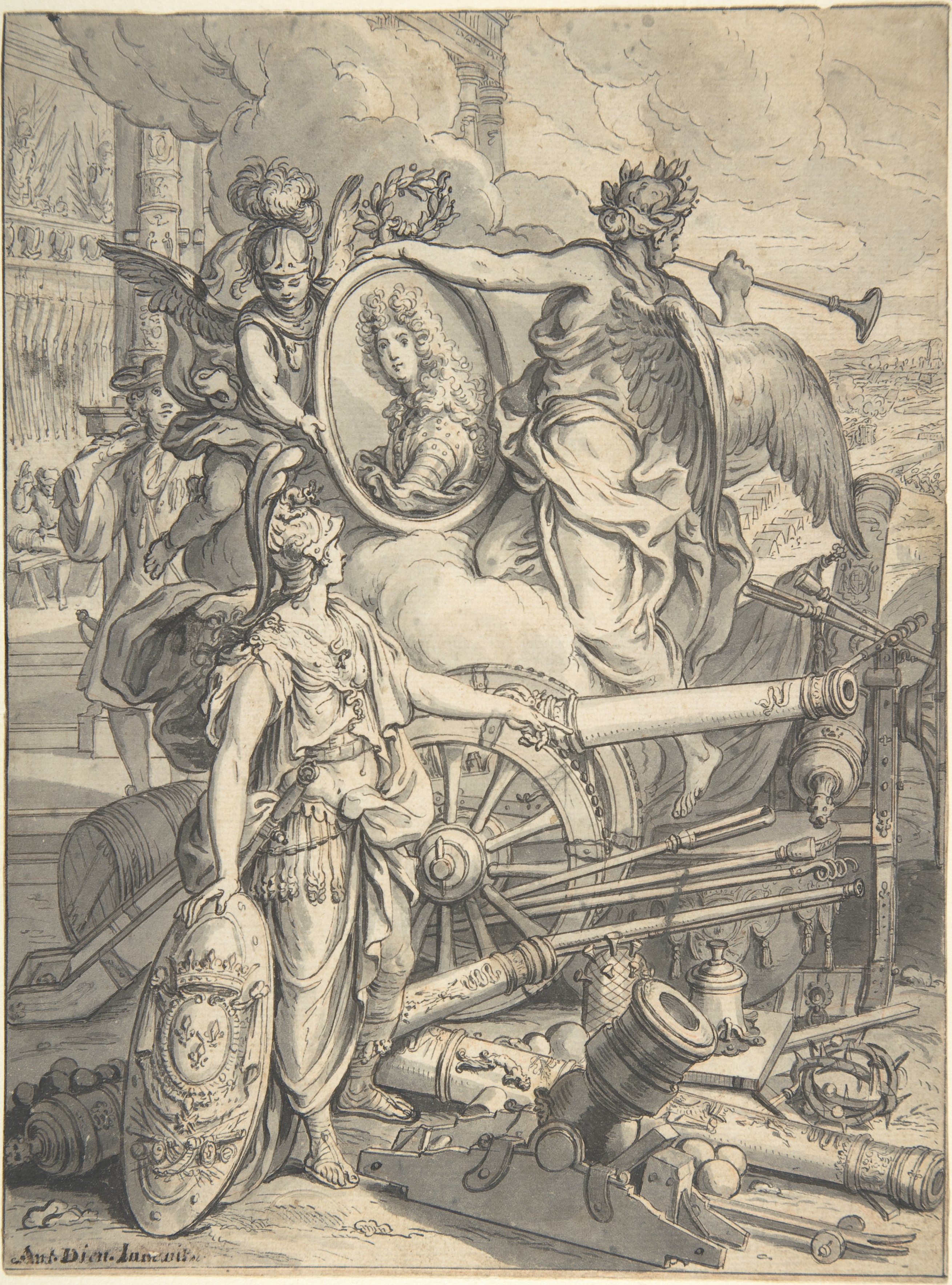
Image allégorique du duc du Maine, grand maître de l'artillerie de France, dessin d'Antoine Dieu (v. 1660-1727).

Guillaume d'Orange se rembarque pour l'Angleterre en septembre 1695. À la fin de la campagne, les deux armées se retirent pour prendre leurs quartiers d'hiver.  Bien que la prise de Namur ait été la seule victoire personnelle de Guillaume depuis la bataille de la Boyne en 1692, elle n'a guère apporté de profit aux alliés.
Si l'armée française avait engagé les assiégeants dès la fin juillet, la bataille leur aurait probablement été plus favorable. Saint-Simon explique cettte carence par la pusillanimité du duc du Maine qui hésitait à attaquer, au grand désespoir de Villeroy, et donna à Vaudémont le temps de se retrancher : la Gazette de Hollande conta ces événements en tournant en ridicule la lâcheté du bâtard royal. Que cette gazette ait osé railler son cher fils mit Louis XIV si hors de lui, qui pourtant était d'habitude un roi « si égal à l'extérieur et si maître de ses moindres mouvements », qu'il poussa des cris, frappa un valet et lui cassa sa canne sur le corps. Ce fut la dernière fois que l'on confia au duc du Maine un commandement militaire important.
Le bombardement et la destruction de Bruxelles par l'armée française suscitèrent l'indignation dans l'Europe entière. Un tel bombardement de terreur, prenant pour cible une population civile sans défense et étrangère au conflit, représentait une rupture avec les conventions tacites qui régissaient les guerres jusqu’à cette époque, et les nations coalisées contre la France jurèrent de venger les innocents tués à Bruxelles.